# Sint-Bavokerk (Mere)

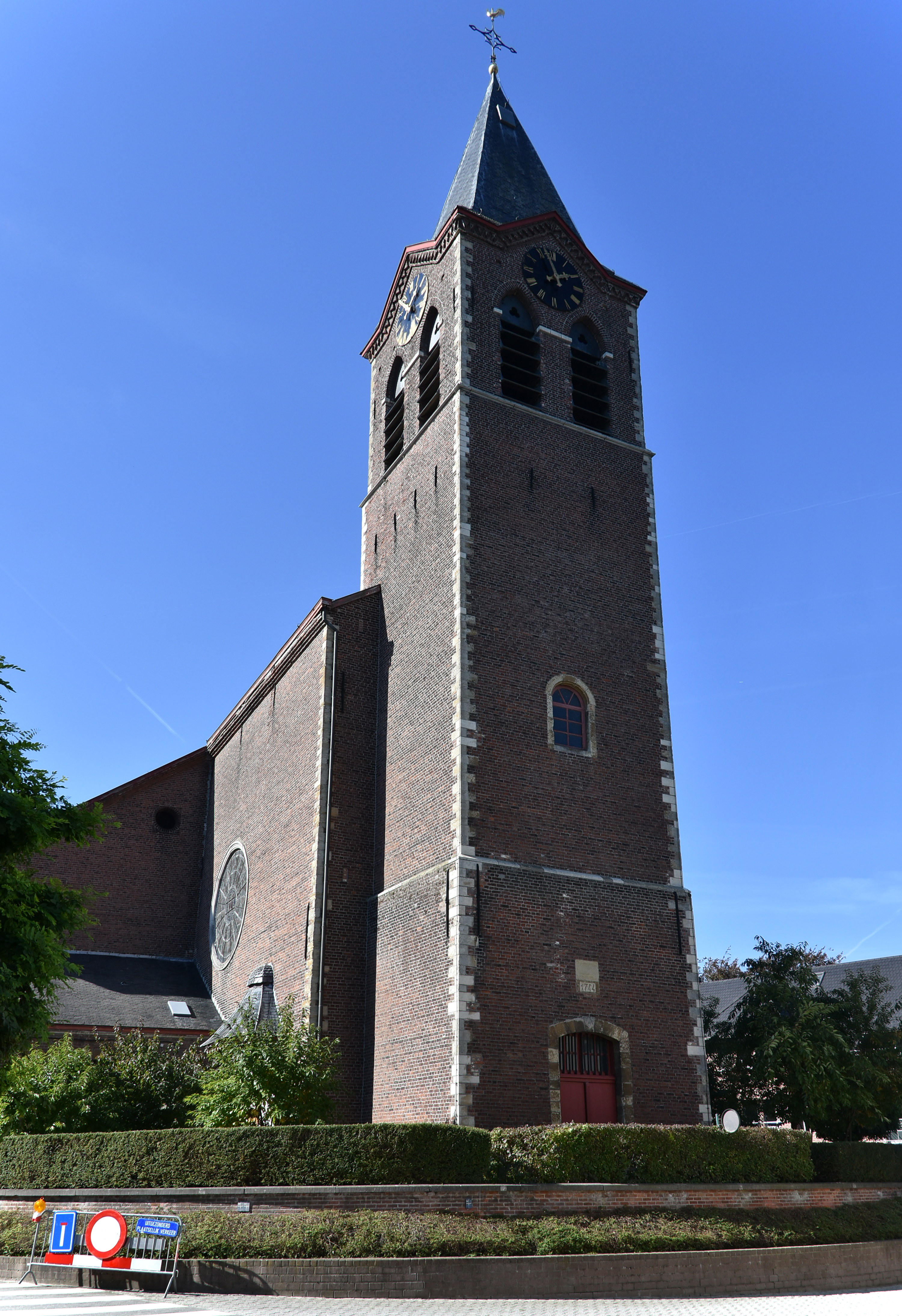
De Sint-Bavokerk

De Sint-Bavokerk is een kerkgebouw in de Belgische plaats Mere, toegewijd aan Bavo van Gent.

## Bouwhistoriek
Deze kruiskerk werd twee keer geteisterd door een grote brand, in 1580 en in 1699. Na de eerste brand werden schip, priesterkoor en kerktoren heropgebouwd. Het transept en de twee aansluitende traveeën bleven bewaard. De westgevel is neogotisch, met drie opvallende vlakke zandstenen steunberen. In 1849 werd het kerkschip vergroot en de toren opgetrokken.
In de kerk staat een beeld van de Maagd en Kind, een voorstelling van Maria die men Sedes sapientiae noemt en een doopvont uit de 17e eeuw.

## Galerij

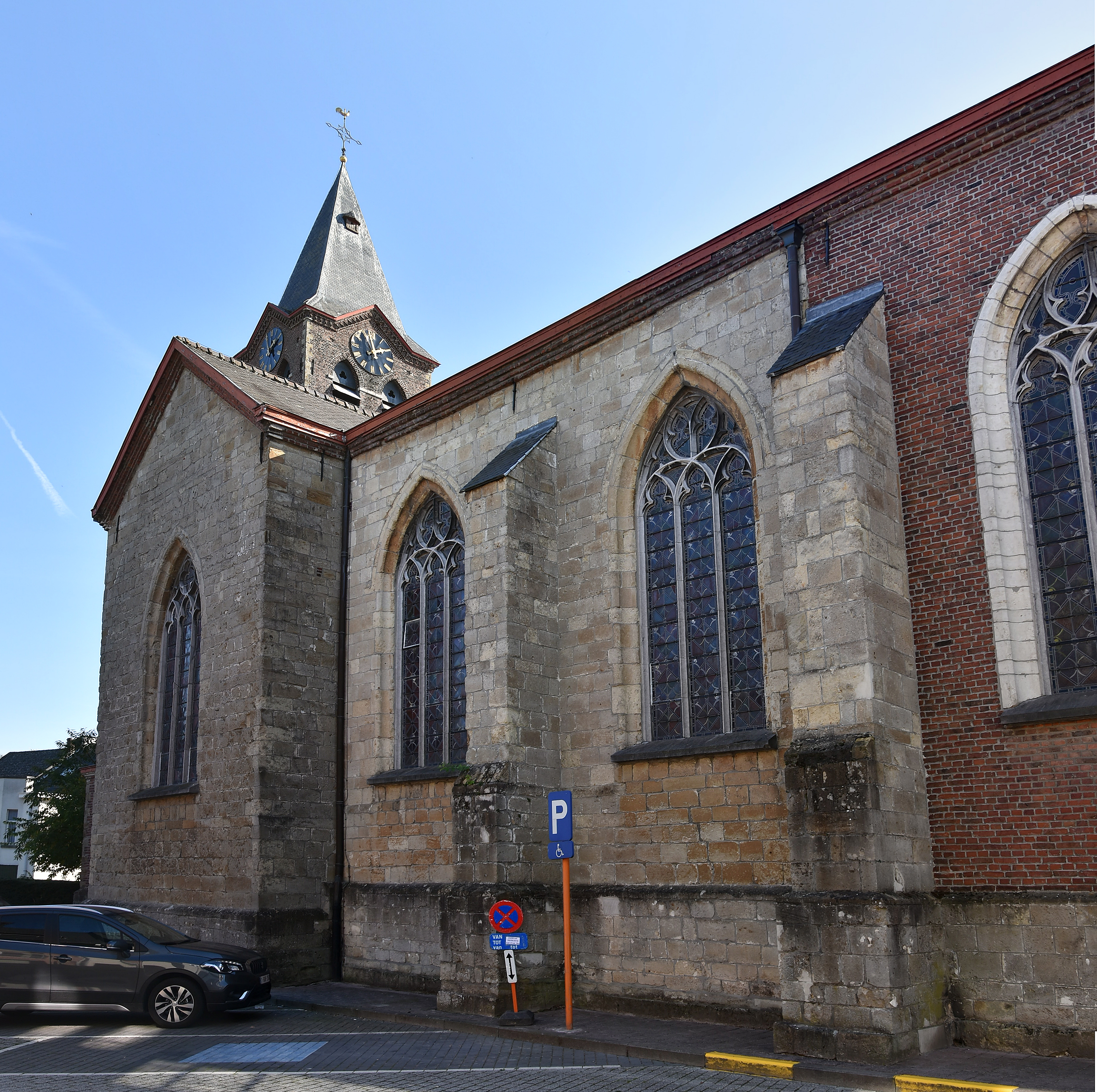
Het transept en de twee oude traveeën
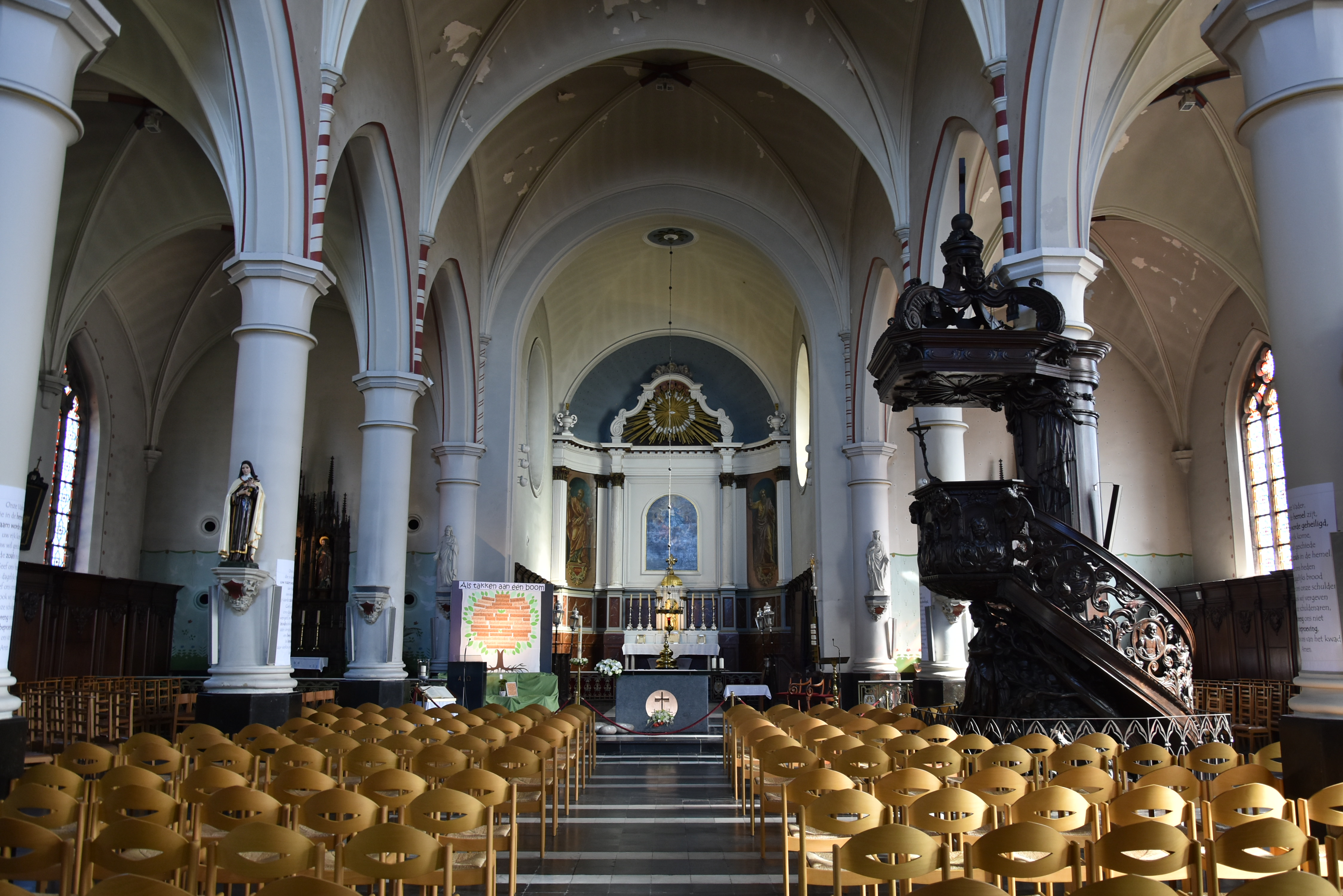
Het kerkschip
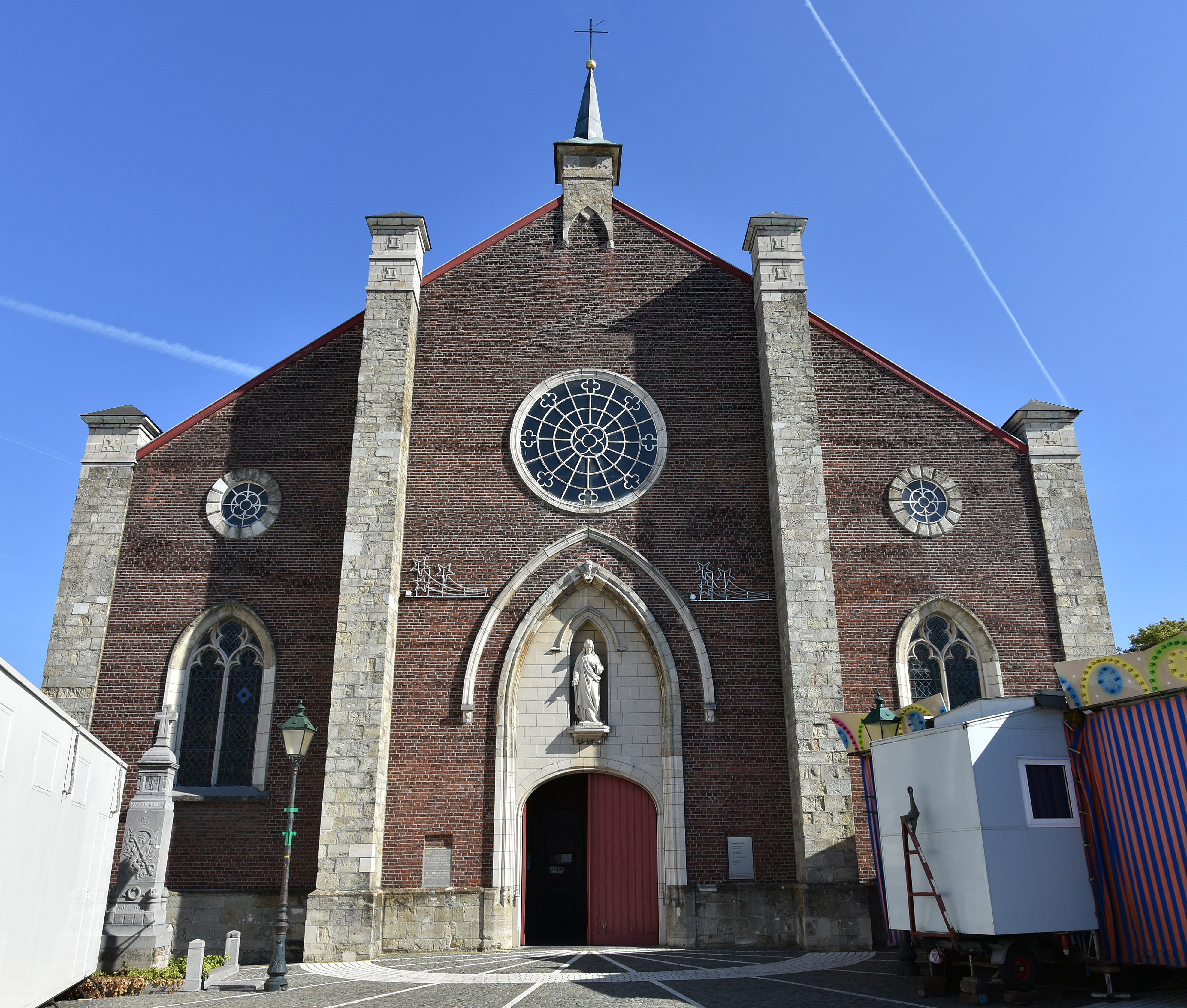
De voorgevel met steunberen